# ルナ島

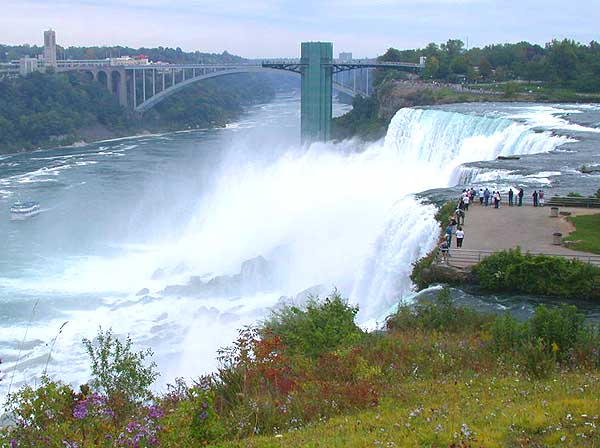
ゴート島から見るルナ島

ルナ島（英語：Luna Island）は、三つあるナイアガラの滝のうちの二つ、アメリカ滝とブライダルベール滝とを分ける小島で、二つの滝を分けるその幅は30.5m（100ft）ある。ルナ島の語源は、アメリカ滝によってできる水煙に満月の光を通して浮かび上がる虹（「lunar rainbows」）が島から見えることに由来する。ゴート島とルナ島は歩道橋で結ばれており、滝の流れを見下ろす形で間近に見ることができる。